# Mlyniv (huyện)
Huyện Mlyniv (tiếng Ukraina: Млинівський район, chuyển tự: Mlynivs’kyi raion) là một huyện của tỉnh Rivne thuộc Ukraina. Huyện Mlyniv có diện tích 945 kilômét vuông, dân số theo điều tra dân số ngày 5 tháng 12 năm 2001 là 41614 người với mật độ 44 người/km2. Trung tâm huyện nằm ở Mlyniv.